# هايدي هايز جاكوبس
هايدي هايز جاكوبس (بالإنجليزية: Heidi Hayes Jacobs) هي كاتِبة أمريكية، ولدت في 4 أكتوبر 1948.